# (1658) Innes
(1658) Innes és un asteroide que forma part del cinturó d'asteroides i va ser descobert per Jacobus Albertus Bruwer des de l'observatori Unió de Johannesburg, República Sudafricana, el 13 de juliol de 1953.
Inicialment es va designar com 1953 NA. Posteriorment va ser nomenat en honor de l'astrònom escocès Robert Innes (1861-1933).
Innes orbita a una distància mitjana del Sol de 2,559 ua, podent allunyar-se'n fins a 3,03 ua. Té una excentricitat de 0,1841 i una inclinació orbital de 9,093°. Triga a completar una òrbita al voltant del Sol 1495 dies.